# Dinelson Lamet
Pour les articles homonymes, voir Lamet (homonymie).
Dinelson Lamet (né le 18 juillet 1992 à Santiago de los Caballeros, République dominicaine) est un lanceur droitier des Padres de San Diego de la Ligue majeure de baseball.

## Carrière
Jayson Aquino signe son premier contrat professionnel en juin 2014 avec les Padres de San Diego.
Il fait ses débuts dans le baseball majeur comme lanceur partant des Padres le 25 mai 2017 et remporte sa première victoire alors qu'il limite les Mets de New York à un point sur 3 coups sûrs et réussit 8 retraits sur des prises en 5 manches lancées.